# Roca Mala

La Roca Mala, respecte del terme de Castellcir

La Roca Mala és un paratge del terme municipal de Castellcir, a la comarca del Moianès.
És a l'extrem nord-est del terme, a llevant de Santa Coloma Sasserra. Es troba a prop i al sud-oest del Collet de Puig-alt i a l'oest i nord-oest del Serrat de la Cua de Gall, a llevant del Barbot i a l'esquerra del torrent de la Font del Pardal i del torrent del Soler. Forma una petita cinglera envoltada de camps de conreu, en un contrafort occidental del serrat esmentat.
Aquesta roca rep l'apel·lariu de mala a causa de com és de feréstec o emboscat el lloc on es troba. Es tracta d'un terme habitual en català medieval i modern, procedent de l'adjectiu llatí amb el significat de dolent, que se solia aplicar com a despectiu en paratges amb les característiques esmentades. En parla extensament el filòleg Joan Coromines.